# Montecatini Val di Cecina
Montecatini Val di Cecina es una localidad italiana de la provincia de Pisa, región de Toscana, con 1.881 habitantes.

Ubicación de la ciudad de Montecatini Val di Cecina dentro de la provincia de Pisa.

## Evolución demográfica
| Gráfica de evolución demográfica de Montecatini Val di Cecina entre 1861 y 2001 |
|                                                                                 |
| Fuente ISTAT - Elaboración gráfica por parte de Wikipedia                       |